# Stelis hungarica
Stelis hungarica là một loài Hymenoptera trong họ Megachilidae. Loài này được Noskiewicz mô tả khoa học năm 1962.